# Vicentina
Vicentina is een gemeente in de Braziliaanse deelstaat Mato Grosso do Sul. De gemeente telt 5.783 inwoners (schatting 2009).
De gemeente grenst aan Fátima do Sul, Juti, Cabeceira do Oculto,
Jateí en Glória de Dourados